# Madhukar
Madhukar (sanscrită, în traducere directă: „iubit, dulce ca mierea“; n. 4 noiembrie 1957, Stuttgart, Germania) este maestru Advaita, Jnana-Yoghin și autor.
Crescut în Stuttgart și fiind religios încă din copilărie, după studiul economiei și filozofiei Madhukar a lucrat în calitate de jurnalist la televiziune.
Interesul său față de întrebările filosofice și spirituale l-a mânat pe tânăr pentru mai mulți ani în Asia. După ce în anii 80 a avut experiență de iluminare, devenise învățător Yoga și de meditații și elev al maestrului Dzogchen tantric–budist Namkhai Norbu. Căutările sale spirituale l-au adus la șamanii din Siberia, Africa și mările de sud, dar nu rămase mulțumit de cunoștințele căpătate despre esența realității.
În anul 1992, în timpul șederii sale în India, auzise vorbindu-se despre „Leul din Lucknow”, Guru H.W.L. Poonja, un discipol al înțeleptului indian Ramana Maharshi, care întruchipa mesajul Advaita. Advaita Vedanta (A-dvaita: nu-doi = „nedualitate“) este o direcție mistică a Hinduismului, o filozofie monistică (Monism = totul este unul), care își are originea printre altele în Shankara (788-820 după Cristos). Madhukar a plecat la Sri Poonja, de la care a obținut numele său, și se deșteaptă, deci recunoscu definitiv prin acest Maestru „cine el este într-adevăr”.
Reîntors în Europa, propagă începând cu anul 1997 principiile de bază ale Advaita în timpul întâlnirilor publice, numite tradițional Satsang (de la Sat = adevăr și Sangha = comunitate). Claritatea sa plină de dragoste și radicală i-au permis lui Madhukar – concomitent cu aspectul său exterior la modă și dragostei față de muzica pop și fotbal – să devină un Guru și reprezentant Advaita modern. În prezent Madhukar continuă învățămintele maeștrilor Ramana Maharshi și H.W.L.Poonja, prin aceea că la întâlnirile publice îi încurajează pe oameni să caute consecvent răspunsul la întrebarea: „Cine sunt eu?“.
În timpul întâlnirilor ce au loc în liniște și sub formă de dialog, pe lângă problemele de viață specifice, sunt abordate teme filosofico-psihologice. În centrul atenției stau întrebările ce țin de concepția „eu”-lui nostru, existența libertății de acțiune și voință personală, relația dintre trup și minte și cunoașterea conștiinței cosmice. Realitatea percepută este pusă la îndoială în mod egologic și se cercetează veridicitatea ei. Întâlnirile organizate servesc la cunoașterea propriei ființe și atingerii armoniei interioare.
În calitate de filosof-practician Madhukar face legătură între spiritualitate și științele moderne cum ar fi științele neuro-cognitive, fizica cuantică, filosofia aplicată și biologia. Madhukar își are sediul în Amsterdam, iar lunile de iarnă le petrece în India și Nepal.

## Publications
- Yoga der Liebe Arhivat în 22 septembrie 2017, la Wayback Machine., Ganapati Verlag, 1.Auflage, ISBN 978-3-9813398-0-2
- Es ist immer Jetzt, in: Vital 12/2009
- DIALOGER MED MADHUKAR, GML Print on Demand AB, 2009, ISBN 978-91-86215-28-6
- Единство Arhivat în 17 decembrie 2010, la Wayback Machine., Издательство: Ганга, 2009 г, ISBN 978-5-98882-098-7
- "Самый простой способ" Arhivat în 20 august 2008, la Wayback Machine., Издательство Ганга, Москва, 1-е издание, ISBN 5-98882-063-5.
- Einssein, Lüchow Verlag, German, 1. Edition, Stuttgart 2007, ISBN 978-3-363-03120-1
- The Simplest Way, Editions India, USA & India 2006, ISBN 81-89658-04-2
- Erwachen in Freiheit, Lüchow Verlag, German, 2.Edition, Stuttgart 2004, ISBN 3-363-03054-1
- La via più semplice, Om Edizioni, Bologna, ISBN 978-88-95687-22-3
- Freedom here and now, Musik-CD.